# Temporada 2017 del Campeonato de España de F4
La temporada 2017 del Campeonato de España de Fórmula 4 fue la segunda edición de este campeonato. El campeonato da inicio el 24 de junio en el circuito Motorland Aragón y finalizó el 12 de noviembre en el Autódromo do Estoril tras 20 carreras repartidas en 7 rondas.

## Novedades en el campeonato[1]
- Se elimina el sistema de retención de la puntuación del campeonato de pilotos.
- Se elimina la norma que obliga a competir en al menos 5 rondas para obtener puntos en el campeonato.
- Se añade el trofeo de piloto femenina.
- Se prohíben las pruebas en el túnel de viento.

## Escuderías y pilotos
| Escudería                    | N.º | Piloto              | Rondas   |
| ---------------------------- | --- | ------------------- | -------- |
| Drivex School                | 4   | Javier Cobián       | 1        |
| Drivex School                | 58  | Javier González     | 2-7      |
| Drivex School                | 88  | Ivan Berets         | 1-5      |
| Drivex School                | 99  | Jakes Caouette      | Todas    |
| MP Motorsport                | 5   | Christian Lundgaard | Todas    |
| MP Motorsport                | 8   | Lukas Dunner        | Todas    |
| MP Motorsport                | 12  | Bent Viscaal        | Todas    |
| MP Motorsport                | 17  | Nazim Azman         | 2-7      |
| MP Motorsport                | 19  | Marta García (TF)   | Todas    |
| SMP Racing                   | 7   | Nikita Volegov      | Todas    |
| SMP Racing                   | 10  | Alexander Smolyar   | Todas    |
| SMP Racing                   | 22  | Sami-Matti Trogen   | 1-5      |
| SMP Racing                   | 32  | Tuomas Haapalainen  | 1-2, 4-7 |
| SMP Racing                   | 50  | Juuso Puhakka       | 1        |
| SMP Racing                   | 77  | Konsta Lappalainen  | 4        |
| FA Racing                    | 18  | Guillem Pujeu       | Todas    |
| FA Racing                    | 21  | Xavier Lloveras     | 1        |
| Kart in Club Driving Academy | 50  | Juuso Puhakka       | 5        |
| Kart in Club Driving Academy | 69  | Jesse Salmenautio   | 5, 7     |
| Kart in Club Driving Academy | 77  | Konsta Lappalainen  | 5-7      |

## Calendario
Un calendario provisional fue anunciado en el mes de marzo por la RFEDA. El calendario oficial fue anunciado por la propia organización el 24 de mayo de 2017. Destacan la caída respecto a la temporada anterior de las fechas en el Circuito del Jarama y en el Circuito de la Comunidad Valenciana.
| Ronda | Ronda | Circuito                        | Fecha            | Acompaña a                |
| ----- | ----- | ------------------------------- | ---------------- | ------------------------- |
| 1     | C1    | MotorLand Aragón                | 24 de junio      | FV8 3.5 + Clio Cup España |
| 1     | C2    | MotorLand Aragón                | 24 de junio      | FV8 3.5 + Clio Cup España |
| 1     | C3    | MotorLand Aragón                | 25 de junio      | FV8 3.5 + Clio Cup España |
| 2     | C1    | Circuito de Navarra             | 2 de septiembre  | Open Slalom Drift         |
| 2     | C2    | Circuito de Navarra             | 3 de septiembre  | Open Slalom Drift         |
| 2     | C3    | Circuito de Navarra             | 3 de septiembre  | Open Slalom Drift         |
| 3     | C1    | Circuito de Barcelona-Catalunya | 17 de septiembre | CER-GT + CCV              |
| 3     | C2    | Circuito de Barcelona-Catalunya | 17 de septiembre | CER-GT + CCV              |
| 4     | C1    | Circuito de Jerez               | 23 de septiembre | Festival de Históricos    |
| 4     | C2    | Circuito de Jerez               | 23 de septiembre | Festival de Históricos    |
| 4     | C3    | Circuito de Jerez               | 24 de septiembre | Festival de Históricos    |
| 5     | C1    | Circuito de Navarra             | 14 de octubre    | CER-GT                    |
| 5     | C2    | Circuito de Navarra             | 15 de octubre    | CER-GT                    |
| 5     | C3    | Circuito de Navarra             | 15 de octubre    | CER-GT                    |
| 6     | C1    | Circuito de Nogaro              | 28 de octubre    | Sprint Série France       |
| 6     | C2    | Circuito de Nogaro              | 28 de octubre    | Sprint Série France       |
| 6     | C3    | Circuito de Nogaro              | 29 de octubre    | Sprint Série France       |
| 7     | C1    | Autódromo do Estoril            | 11 de noviembre  | Estoril Racing Festival   |
| 7     | C2    | Autódromo do Estoril            | 11 de noviembre  | Estoril Racing Festival   |
| 7     | C3    | Autódromo do Estoril            | 12 de noviembre  | Estoril Racing Festival   |

## Resultados
- Sistema de puntuación:

| Carrera        | 1º | 2º | 3º | 4º | 5º | 6º | 7º | 8º | 9º | 10º |
| Carreras 1 y 3 | 25 | 18 | 15 | 12 | 10 | 8  | 6  | 4  | 2  | 1   |
| Carrera 2      | 15 | 12 | 10 | 8  | 6  | 4  | 2  | 1  |    |     |

### Campeonato de pilotos
| Pos | Piloto              | ARA | ARA | ARA | NAV 1 | NAV 1 | NAV 1 | CAT | CAT | JER | JER | JER | NAV 2 | NAV 2 | NAV 2 | NOG | NOG | NOG | EST | EST | EST | Pts |
| --- | ------------------- | --- | --- | --- | ----- | ----- | ----- | --- | --- | --- | --- | --- | ----- | ----- | ----- | --- | --- | --- | --- | --- | --- | --- |
| 1   | Christian Lundgaard | 1   | 1   | 1   | 2     | 1     | 2     | 2   | 5   | 3   | 4   | 3   | 1     | 2     | 3     | 2   | 3   | 4   | 2   | 1   | 1   | 330 |
| 2   | Bent Viscaal        | Ret | 3   | 8   | 6     | 2     | 1     | 1   | 2   | 7   | 7   | 4   | 2     | 3     | 2     | 1   | 1   | 2   | 1   | 2   | DNS | 266 |
| 3   | Alexander Smolyar   | 2   | Ret | 11  | 1     | 3     | 10    | 3   | 1   | 1   | 1   | 1   | DSQ   | DSQ   | 1     | 3   | 2   | 1   | 3   | 4   | 9   | 263 |
| 4   | Nikita Volegov      | 4   | 2   | 3   | 10    | 6     | Ret   | 5   | 3   | 5   | 6   | 7   | 4     | 7     | 5     | 4   | 7   | 11  | 6   | 8   | 3   | 152 |
| 5   | Javier González     |     |     |     | 8     | 7     | 4     | 4   | 4   | 2   | 2   | 2   | 6     | 6     | 7     | Ret | 4   | 8   | 8   | 7   | 2   | 146 |
| 6   | Guillem Pujeu       | 6   | 7   | 5   | DSQ   | 9     | 3     | 6   | 7   | 4   | 3   | 14† | 10    | 1     | 10    | 7   | 8   | 5   | 7   | 3   | 4   | 135 |
| 7   | Tuomas Haapalainen  | 3   | Ret | 2   | 3     | 4     | 8     |     |     | 8   | DNS | 12† | 11    | 5     | 4     | 5   | 6   | 6   | 5   | 6   | 5   | 130 |
| 8   | Lukas Dunner        | 7   | Ret | 4   | 4     | 5     | Ret   | 11  | 6   | 11  | 8   | 6   | 3     | 4     | 8     | 6   | 5   | 3   | 4   | 5   | Ret | 129 |
| 9   | Marta García (TF)   | 10  | 6   | 6   | 9     | 12    | 7     | 8   | 9   | 6   | 5   | 13† | 7     | 10    | 6     | 8   | 10  | 7   | 11  | 9   | 8   | 70  |
| 10  | Ivan Berets         | 8   | 5   | 14† | 12    | 13†   | 6     | 7   | 10  | 10  | 12  | 9   | 5     | 8     | 9     |     |     |     |     |     |     | 41  |
| 11  | Nazim Azman         |     |     |     | 5     | 10    | 5     | 9   | 11  | 14  | 11  | 10  | 8     | 12    | 13    | Ret | 11  | 10  | 10  | 12  | 7   | 35  |
| 12  | Sami-Matti Trogen   | Ret | 10  | 12† | 7     | 8     | 11    | 12  | 8   | 9   | Ret | 5   | 14    | 9     | 16    |     |     |     |     |     |     | 23  |
| 13  | Konsta Lappalainen  |     |     |     |       |       |       |     |     | 12  | 9   | 8   | 13    | 11    | 12    | Ret | 9   | 9   | 9   | 10  | 6   | 16  |
| 14  | Juuso Puhakka       | Ret | 4   | 10  |       |       |       |     |     |     |     |     | 9     | 13    | 14    |     |     |     |     |     |     | 11  |
| 15  | Xavier Lloveras     | 5   | Ret | 13† |       |       |       |     |     |     |     |     |       |       |       |     |     |     |     |     |     | 10  |
| 16  | Jakes Caouette      | 9   | 9   | 9   | 11    | 11    | 9     | 10  | 12  | 13  | 10  | 11  | 12    | 15    | 11    | 9   | 12  | 12  | 13  | Ret | 11  | 9   |
| 17  | Javier Cobián       | Ret | 8   | 7   |       |       |       |     |     |     |     |     |       |       |       |     |     |     |     |     |     | 7   |
| 18  | Jesse Salmenautio   |     |     |     |       |       |       |     |     |     |     |     | 15    | 14    | 15    |     |     |     | 12  | 11  | 10  | 1   |
| Pos | Piloto              | ARA | ARA | ARA | NAV 1 | NAV 1 | NAV 1 | CAT | CAT | JER | JER | JER | NAV 2 | NAV 2 | NAV 2 | NOG | NOG | NOG | EST | EST | EST | Pts |

| Color     | Resultado                                                               |
| --------- | ----------------------------------------------------------------------- |
| Oro       | Ganador                                                                 |
| Plata     | 2.ª plaza                                                               |
| Bronce    | 3.ª plaza                                                               |
| Verde     | Finalizó en los puntos                                                  |
| Azul      | Finalizó sin puntos                                                     |
| Azul      | NC - No clasificado                                                     |
| Violeta   | Ret - No terminó (Carrera)                                              |
| Rojo      | DNQ - No se clasificó                                                   |
| Negro     | DSQ - Descalificado                                                     |
| Blanco    | DNS - No empezó (carrera)                                               |
| Blanco    | WD - Retirado (fin de semana)                                           |
| Blanco    | C - Carrera cancelada                                                   |
| Sin color | DNP - Inscrito pero no participó                                        |
| Sin color | INJ - Lesionado                                                         |
| Sin color | EX - Excluido                                                           |
| Estado    | Resultado                                                               |
| Negrita   | Pole position                                                           |
| Cursiva   | Vuelta rápida                                                           |
| †         | Abandona, pero clasifica al completar el porcentaje requerido para ello |

### Campeonato de escuderías
| Pos | Escudería                    | ARA | ARA | ARA | NAV 1 | NAV 1 | NAV 1 | CAT | CAT | JER | JER | JER | NAV 2 | NAV 2 | NAV 2 | NOG | NOG | NOG | EST | EST | EST | Pts |
| --- | ---------------------------- | --- | --- | --- | ----- | ----- | ----- | --- | --- | --- | --- | --- | ----- | ----- | ----- | --- | --- | --- | --- | --- | --- | --- |
| 1   | MP Motorsport                | 1   | 1   | 1   | 2     | 1     | 1     | 1   | 2   | 3   | 4   | 3   | 1     | 3     | 2     | 1   | 1   | 2   | 1   | 1   | 1   | 615 |
| 1   | MP Motorsport                | 7   | 3   | 4   | 5     | 2     | 2     | 2   | 5   | 6   | 5   | 4   | 2     | 4     | 3     | 2   | 3   | 3   | 2   | 2   | 7   | 615 |
| 2   | SMP Racing                   | 2   | 2   | 2   | 1     | 3     | 2     | 3   | 1   | 1   | 1   | 1   | 5     | 6     | 1     | 3   | 2   | 1   | 3   | 4   | 3   | 486 |
| 2   | SMP Racing                   | 3   | 4   | 3   | 3     | 4     | 5     | 5   | 3   | 5   | 6   | 5   | 11    | 7     | 4     | 4   | 6   | 6   | 5   | 6   | 5   | 486 |
| 3   | Drivex School                | 8   | 5   | 7   | 8     | 7     | 4     | 4   | 4   | 2   | 2   | 2   | 5     | 6     | 7     | 9   | 4   | 8   | 8   | 7   | 2   | 198 |
| 3   | Drivex School                | 9   | 8   | 9   | 11    | 11    | 6     | 7   | 10  | 10  | 10  | 9   | 6     | 8     | 9     | Ret | 12  | 12  | 13  | Ret | 11  | 198 |
| 4   | FA Racing                    | 5   | 7   | 5   | DSQ   | 9     | 3     | 6   | 7   | 4   | 3   | 14† | 10    | 1     | 10    | 7   | 8   | 5   | 7   | 3   | 4   | 140 |
| 4   | FA Racing                    | 6   | Ret | 13† |       |       |       |     |     |     |     |     |       |       |       |     |     |     |     |     |     | 140 |
| 5   | Kart in Club Driving Academy |     |     |     |       |       |       |     |     |     |     |     | 9     | 12    | 12    | Ret | 9   | 9   | 9   | 10  | 6   | 15  |
| 5   | Kart in Club Driving Academy |     |     |     |       |       |       |     |     |     |     |     | 14    | 14    | 14    |     |     |     | 12  | 11  | 10  | 15  |